# Канин, Майкл
Майкл Канин (англ. Michael Kanin; 1 февраля 1910[…], Рочестер, Нью-Йорк — 12 марта 1993[…], Лос-Анджелес, Калифорния) — американский режиссёр, продюсер, драматург и сценарист, который разделил премию «Оскар» за лучший оригинальный сценарий к комедийному фильму 1942 года «Женщина года», в котором снялись Кэтрин Хепбёрн и Спенсер Трейси с Рингом Ларднером (младшим).

## Биография
Родился в Рочестере, штат Нью-Йорк. Начал работать в качестве сценариста со своим братом Гарсоном Канином. В 1939 году подписал контракт на работу сценариста с кинокомпанией «RKO Pictures».
Канин женился на сотруднице «RKO» Фэй Митчелл в 1940 году, совместно с которой написал сценарии ко многим фильмам, в частности к фильму «Произвол». Вместе они получили номинацию на премию «Оскар» за фильм «Любимец учителя».